# Ivan Mackenzie Lamb
Pour les articles homonymes, voir Mackenzie et Lamb.
Ivan Mackenzie Lamb (Elke Mackenzie) (Londres, le 11 septembre 1911 – Braintree dans le Massachusetts, le 27 janvier 1990) est botaniste et lichénologue, de nationalité britannique puis américaine, membre d'une exploration polaire, à la direction de l'herbier Farlow à l'université Harvard de 1953 à sa retraite en 1972.

## Biographie

### Enfance, études et famille
Ivan Mackenzie Lamb naît à Clapham (Londres) le 11 septembre 1911. Encore enfant quand sa famille quitte Londres pour l'Écosse, Lamb termine ses études secondaires à l'Edinburgh Academy en 1929, puis obtient un bachelor en sciences à l'université d'Édimbourg en 1933.
Ivan Mackenzie Lamb épouse, en 1936, Maila Elvira Laabejo, une Finlandaise originaire de Tampere. De cette union naît un fils, à Londres, en 1940 ; un second fils et une fille suivront. Le couple se sépare vers la fin des années 1960, à la suite de difficultés familiales et financières.
Ivan Mackenzie Lamb obtient la nationalité américaine en 1960.

### Carrière
En 1935, après deux années passées comme chercheur en botanique en Allemagne à l'université de Wurtzbourg et à l'université de Munich, grâce à une bourse du Deutscher Akademischer Austauschdienst, Ivan Mackenzie Lamb devient assistant au musée d'histoire naturelle de Londres — à l'époque British Museum (Natural History) —, responsable de l'herbier cryptogamique, sous la direction d'Annie Lorrain Smith, et commence à s'intéresser à la flore lichénique des régions antarctiques. Sa thèse de doctorat, présentée à Édimbourg en 1942, est consacrée à une monographie du genre de lichens Placopsis (en),.
Ayant fait valoir son objection de conscience, Lamb continue à travailler durant la guerre au musée d'histoire naturelle à Londres jusqu'en septembre 1943. Cette période est consacrée à la rédaction de monographies sur les genres Neuropogon et Placopsis, s'intéressant particulièrement aux espèces présentes en Antarctique. C'est via ce travail que Lamb fait la connaissance de James Marr de l'expédition Discovery.[réf. nécessaire]

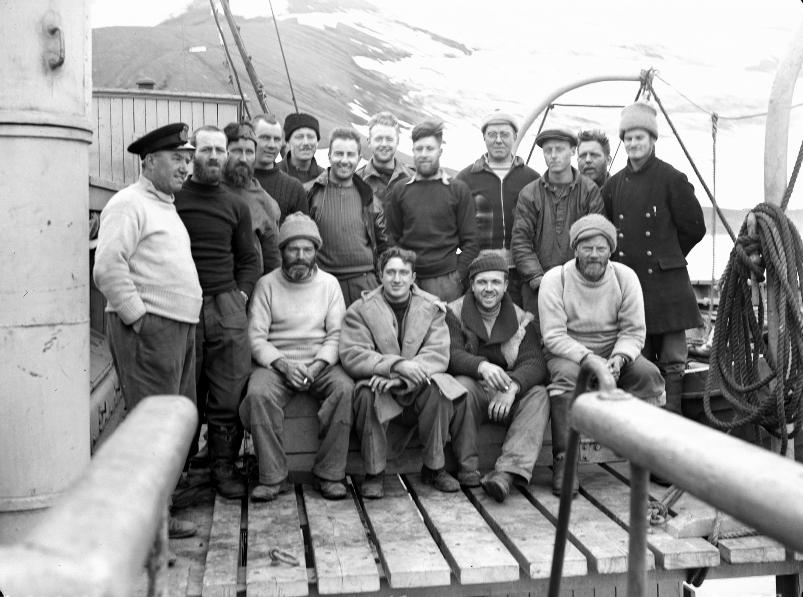
Les membres de l'opération Tabarin, à bord du SS Eagle, à l'île de la Déception, en 1945.

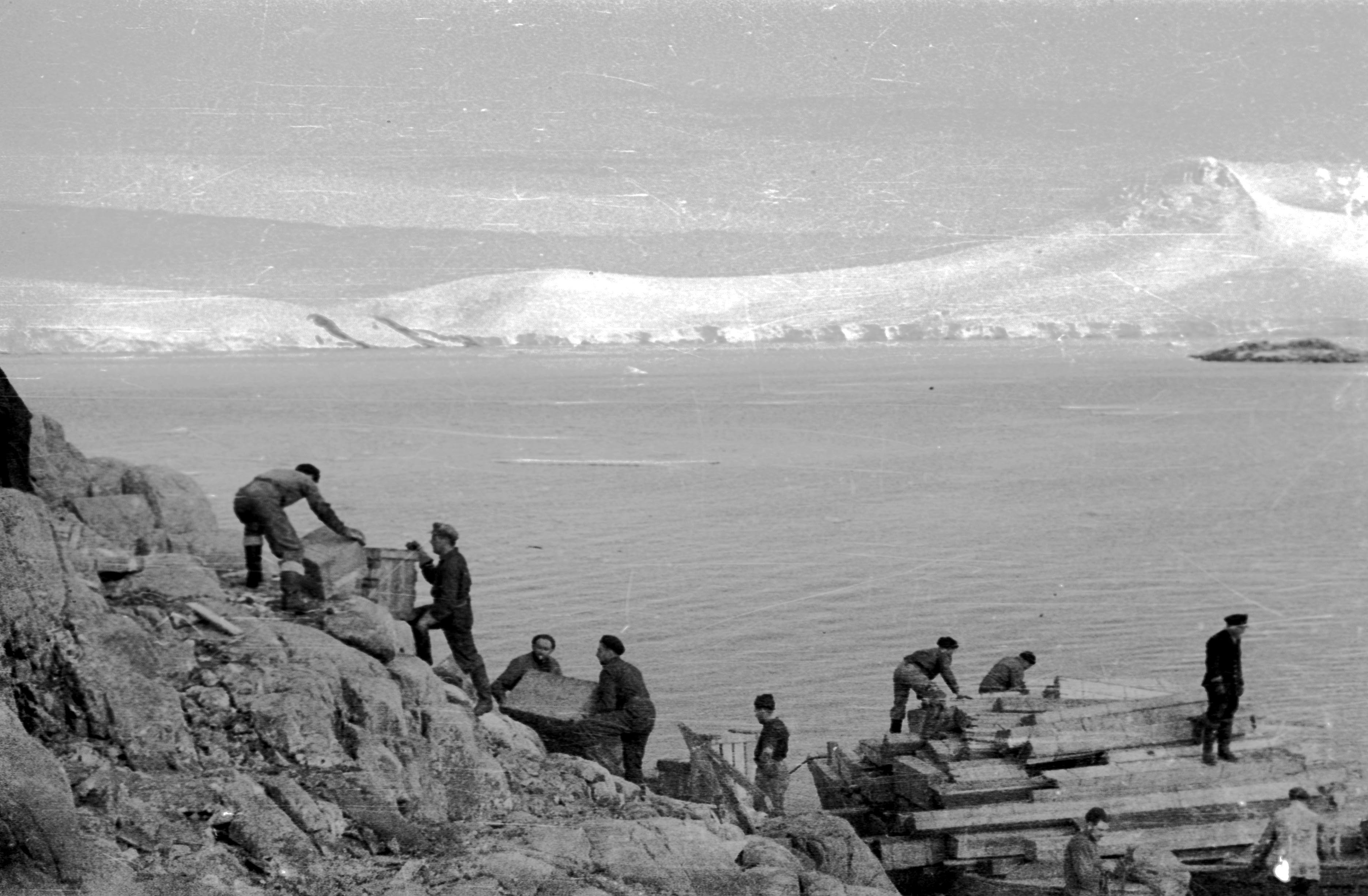
Le personnel de l'opération Tabarin décharge du matériel à Port Lockroy en 1944.

De 1943 à 1946, Lamb accompagne l'opération Tabarin, dirigée par Marr, expédition militaire secrète menée en Antarctique sous couvert scientifique, à l'initiative de Winston Churchill, pour occuper le Territoire antarctique britannique et en empêcher l'accès aux navires et sous-marins ennemis. Les notes inédites de Lamb, qui participe à l'expédition en tant que botaniste, meneur de chiens et assistant technique, seront publiées près de 30 ans après sa mort – plus de 70 ans après l'expédition –, avec des cartes et des photos récentes,.
En 1947, Lamb est nommé professeur de botanique cryptogamique à l'université nationale de Tucumán en Argentine. À la demande de son épouse qui supporte difficilement la chaleur, les moustiques et les conditions de vie à Tucumán, le couple quitte l'Argentine en 1950, pour le Canada où Lamb devient conservateur de l'herbier cryptogamique des musées nationaux du Canada (en) à Ottawa, avant de devenir directeur de l'herbier Farlow à l'université Harvard en 1953 et occuper ce poste jusqu'à sa retraite en 1972.
En 1961, Lamb effectue une deuxième mission en Antarctique, sous l'égide de la National Science Foundation, pour une inspection des recherches en biologie et de l'équipement au détroit de McMurdo ; une nouvelle mission dans l'océan Austral, en 1964–1965, lui fournit l'occasion de passer un été dans les îles Melchior pour y étudier les algues marines sublittorales,.
Lamb travaillait à un projet de monographie mondiale du genre Stereocaulon, resté inachevé pour diverses raisons dont la perte d'une grande partie de ses récoltes et de ses dessins. La publication abrégée de son travail dans le Journal of the Hattory Botanical Laboratory en 1977 est restée la référence pour ce genre de lichens durant de nombreuses années.

### Transition, retraite anticipée et dernières années
À la suite d'un diagnostic de dysphonie et en raison d'un mal-être dans son genre, Lamb entame une transition qui s'achève en 1971. Cette année-là, l'université l'autorise à prendre un congé sabbatique et, à l'issue de ce congé, lui accorde une retraite anticipée pour cause d'invalidité totale. Selon son ami Laurence Senelick (en), l’université est « révoltée » par sa transition, ce qui précipite la fin de sa carrière académique.
Sa transition est annoncée à son entourage professionnel dans le numéro d'octobre 1976 de l'International Lichenological Newsletter par une brève note disant « Lamb, I. Mackenzie (U.S.A.) should now be addressed as Dr. Elke Mackenzie. », avec une adresse à l'université du Costa Rica. 
De 1972 à 1978, Mackenzie, qui se désintéresse progressivement de la cryptogamie, entreprend la traduction vers l'anglais d'ouvrages botaniques publiés en allemand puis s'installe au Costa Rica de 1976 à 1980, avant de revenir à Cambridge et de se lancer dans la menuiserie et la fabrication de meubles puis, après une visite du Peabody Essex Museum à Salem, dans la reproduction de coffres de baleiniers.
Souffrant d'une sclérose latérale amyotrophique depuis 1983, Mackenzie meurt à Braintree dans le Massachusetts le 27 janvier 1990.

## Nom, signature et nomenclature botanique
Dans ses dernières années à Harvard, Lamb rejoint une troupe de théâtre amateur de Cambridge. Sa dernière participation, en 1969, est créditée à sa demande sous le prénom Elke. En 1971, l'actrice est citée comme « E. Mackenzie ».

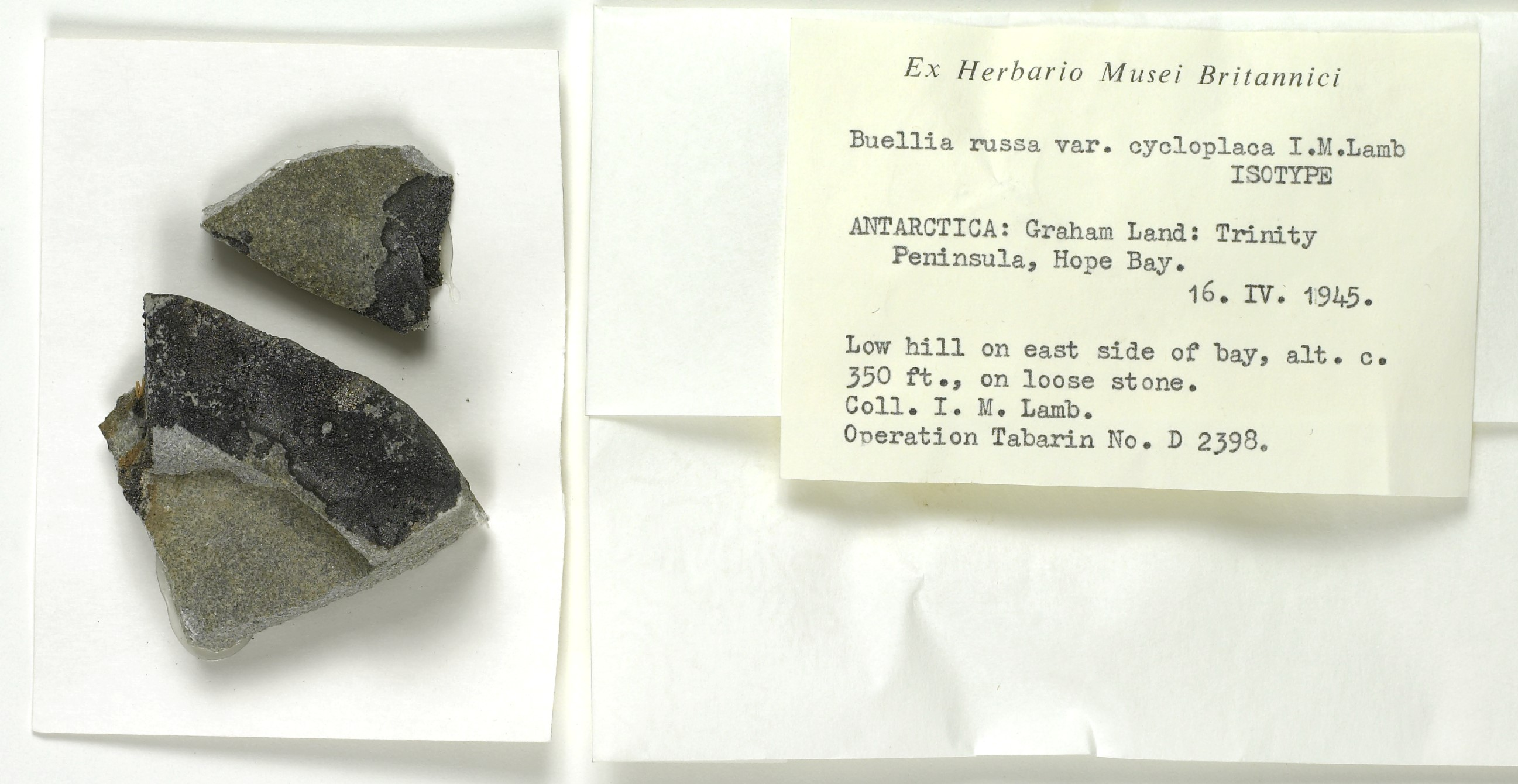
Specimen isotype de Buellia russa var. cycloplaca I.M.Lamb, récolté en 1945 en Antarctique par I. M. Lamb.

Dans ses publications parues en 1972 et 1973 et signées « I. Mackenzie Lamb, », l'auteur remercie sa collaboratrice fictive « Miss Elke Mackenzie » pour son aide technique. Ses deux dernières publications, datées de 1977 et 1978, sont encore signées « I. Mackenzie Lamb », avec en note infrapaginale l'adresse « C/o Dr. Elke Mackenzie, Organization for Tropical Studies, Ciudad Universitaria, San Jose, Costa Rica ».
Ses échantillons d'herbiers portent le nom de récolteur « I. M. Lamb » et les taxons issus de son travail pendant l'ensemble de sa carrière sont associés à l'abréviation « I.M.Lamb ».

## Œuvres

### Publications
Au cours de sa carrière longue de 43 ans, I. Mackenzie Lamb a publié 43 contributions scientifiques, dont les plus importantes sont :
- « La vegetación liquénica de los Parques Nacionales Patagónicos », Annales de Parques Nacionales, vol. 7, 1959, 188 p.
- Index Nominum Lichenum inter annos 1932 et 1960 divulgatorum, New York, The Ronald Press Company, 1963, 809 p.
- « Antarctic lichens. I, The genera Usnea, Ramalina, Himantormia, Alectoria, Cornicularia », British Antarctic Survey Scientific Reports, vol. 38, 1964, 34 p.
- « Antarctic lichens. II, The genera Buella and Rinodina », British Antarctic Survey Scientific Reports, vol. 61, 1965, 129 p.
- « A conspectus of the lichen genus Stereocaulon (Schreb.) Hoffm. », Journal of the Hattori Botanical Laboratory, vol. 43, 1977, p. 191-355.
- « Key to the species of the lichen genus Stereocaulon (Schreb.) Hoffm. », Journal of the Hattori Botanical Laboratory, vol. 44, 1978, p. 209-250.

### Collections et archives
Ses récoltes des années 1939–1950 (algues, bryophytes, champignons et spermatophytes) sont conservées à l'herbier du musée d'histoire naturelle de Londres. En 1950, avant d'entrer en fonction à Ottawa, Lamb vend son herbier privé de quelque 3 200 spécimens d'Europe et de Patagonie – parmi lesquels de nombreux types – à son futur employeur au Canada. Ses récoltes ultérieures de lichens et ses archives sont conservées à l'herbier Farlow à Harvard. En juin 2021, le fonds d'archives jusqu'alors intitulé Ivan Mackenzie Lamb papers a été renommé Elke Mackenzie papers.

## Honneurs et hommages
En 1953, Ivan Mackenzie Lamb se voit décerner la Médaille polaire du Royaume-Uni pour sa participation à l'opération Tabarin, à Port Lockroy
et Hope Bay en 1944–1945.
En 1974, le titre de membre d'honneur de la British Lichen Society est attribué à « Lamb, Dr. I.M. ».
Son nom a été donné au cap Lamb, situé sur l'île Vega, dans l'archipel de James Ross.
Ont été nommés en son honneur :
- un genre, Lambia, et une espèce, Trebouxia lambii, d'algues vertes ;
- un genre d'Ascomycètes, Lambiella (en) ;
- plusieurs espèces de lichens, Antarctocolax lambii, Buellia lambii, Candelariella lambii (en), Catillaria lambii, Endopyrenium lambii, Neuropogon lambii (en), Parmelia lambii (en), Placopsis lambii (en), Stereocaulon lambii et Umbilicaria lambii[22].